# Missões diplomáticas da Polônia

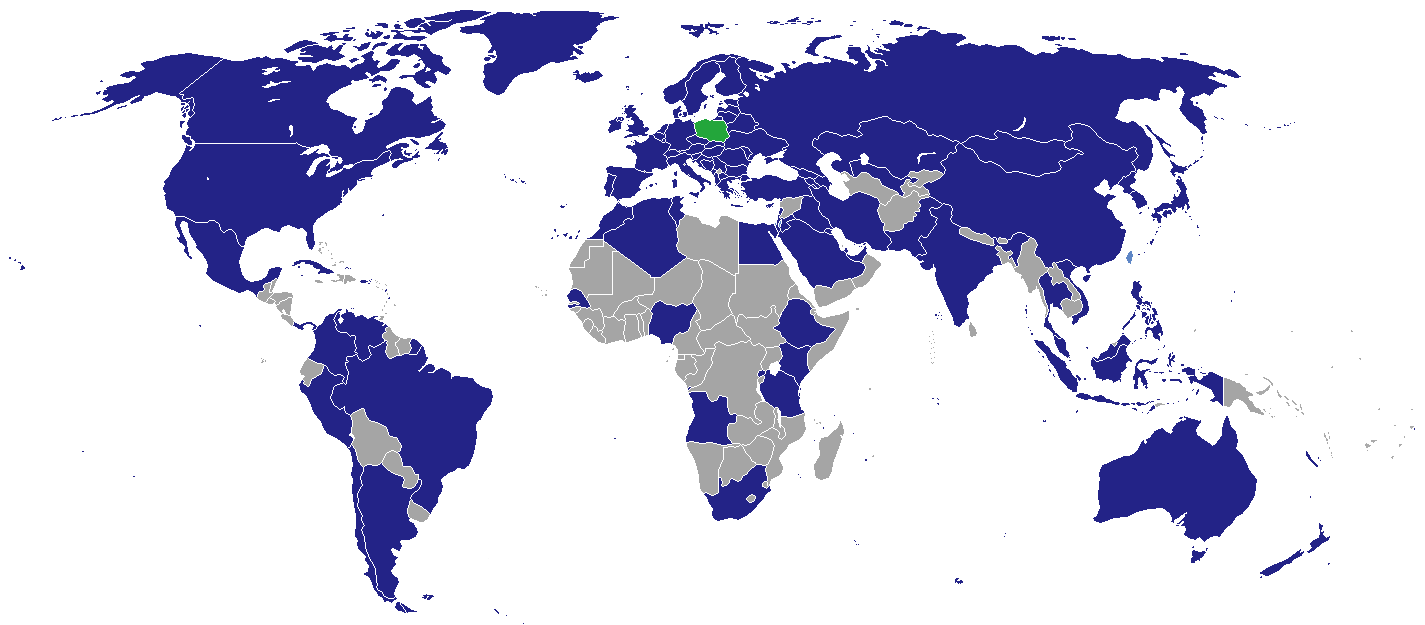
Mapa das missõs diplomáticas da Polônia

Abaixo se encontram as embaixadas e consulados da Polónia:

## Europa
- Albânia
  - Tirana (Embaixada)
- Alemanha
  - Berlim (Embaixada)
  - Colônia (Consulado-Geral)
  - Hamburgo (Consulado-Geral)
  - Munique (Consulado-Geral)
- Armênia
  - Erevã (Embaixada)
- Áustria
  - Viena (Embaixada)
- Azerbaijão
  - Bacu (Embaixada)
- Bélgica
  - Bruxelas (Embaixada)
- Bielorrússia
  - Minsque (Embaixada)
  - Brest (Consulado-Geral)
  - Hrodna (Consulado-Geral)
- Bósnia e Herzegovina
  - Saraievo (Embaixada)
- Bulgária
  - Sófia (Embaixada)
- Chipre
  - Nicósia (Embaixada)
- Croácia
  - Zagrebe (Embaixada)
- Dinamarca
  - Copenhague (Embaixada)
- Eslováquia
  - Bratislava (Embaixada)
- Eslovênia
  - Liubliana (Embaixada)
- Espanha
  - Madrid (Embaixada)
  - Barcelona (Consulado-Geral)
- Estónia
  - Taline (Embaixada)
- Finlândia
  - Helsinque (Embaixada)
- França
  - Paris (Embaixada)
  - Lille (Consulado-Geral)
  - Lião (Consulado-Geral)
- Geórgia
  - Tbilisi (Embaixada)
- Grécia
  - Atenas (Embaixada)
- Hungria
  - Budapeste (Embaixada)
- Irlanda
  - Dublim (Embaixada)
- Islândia
  - Reiquiavique (Consulado-Geral)
- Itália
  - Roma (Embaixada)
  - Milão (Consulado-Geral)
- Letônia
  - Riga (Embaixada)
- Lituânia
  - Vilnius (Embaixada)
- Luxemburgo
  - Luxemburgo (Embaixada)
- Macedônia do Norte
  - Escópia (Embaixada)
- Moldávia
  - Quichinau (Embaixada)
- Montenegro
  - Podgorica (Embaixada)
- Noruega
  - Oslo (Embaixada)
- Países Baixos
  - Haia (Embaixada)
- Portugal
  - Lisboa (Embaixada)
- Reino Unido
  - Londres (Embaixada)
  - Edimburgo (Consulado-Geral)
  - Manchester (Consulado-Geral)
- Chéquia
  - Praga (Embaixada)
  - Ostrava (Consulado-Geral)
- Roménia
  - Bucareste (Embaixada)
- Rússia
  - Moscou (Embaixada)
  - Irkutsk (Consulado-Geral)
  - Caliningrado (Consulado-Geral)

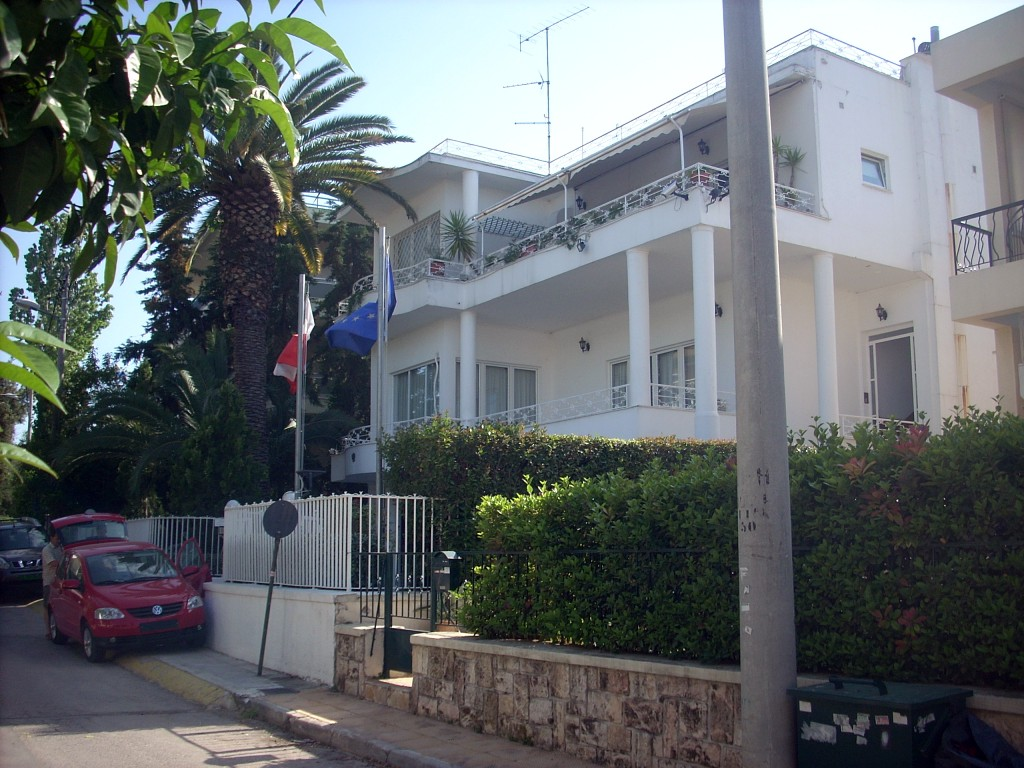
Embaixada da Polônia em Atenas

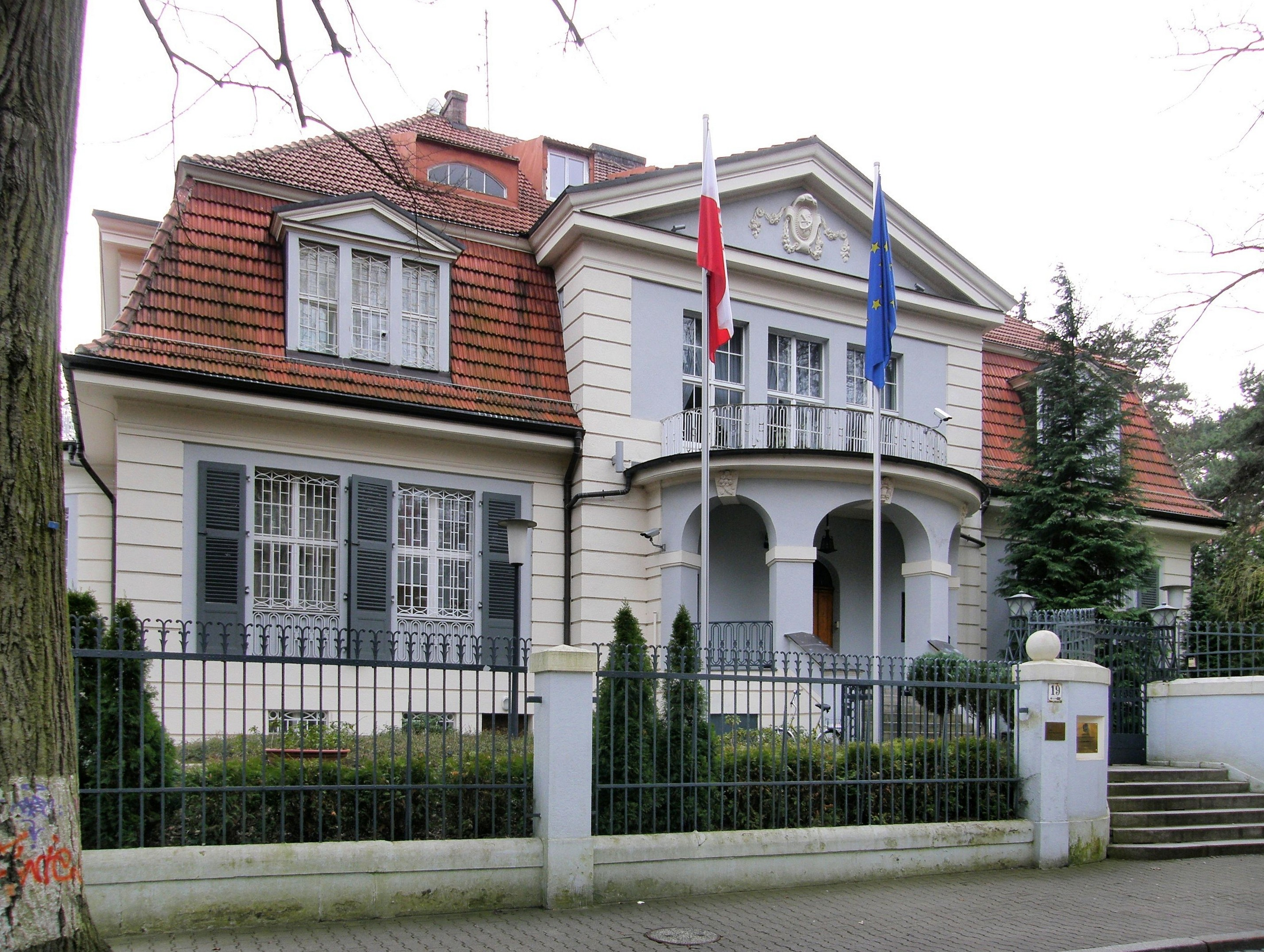
Embaixada da Polônia em Berlim

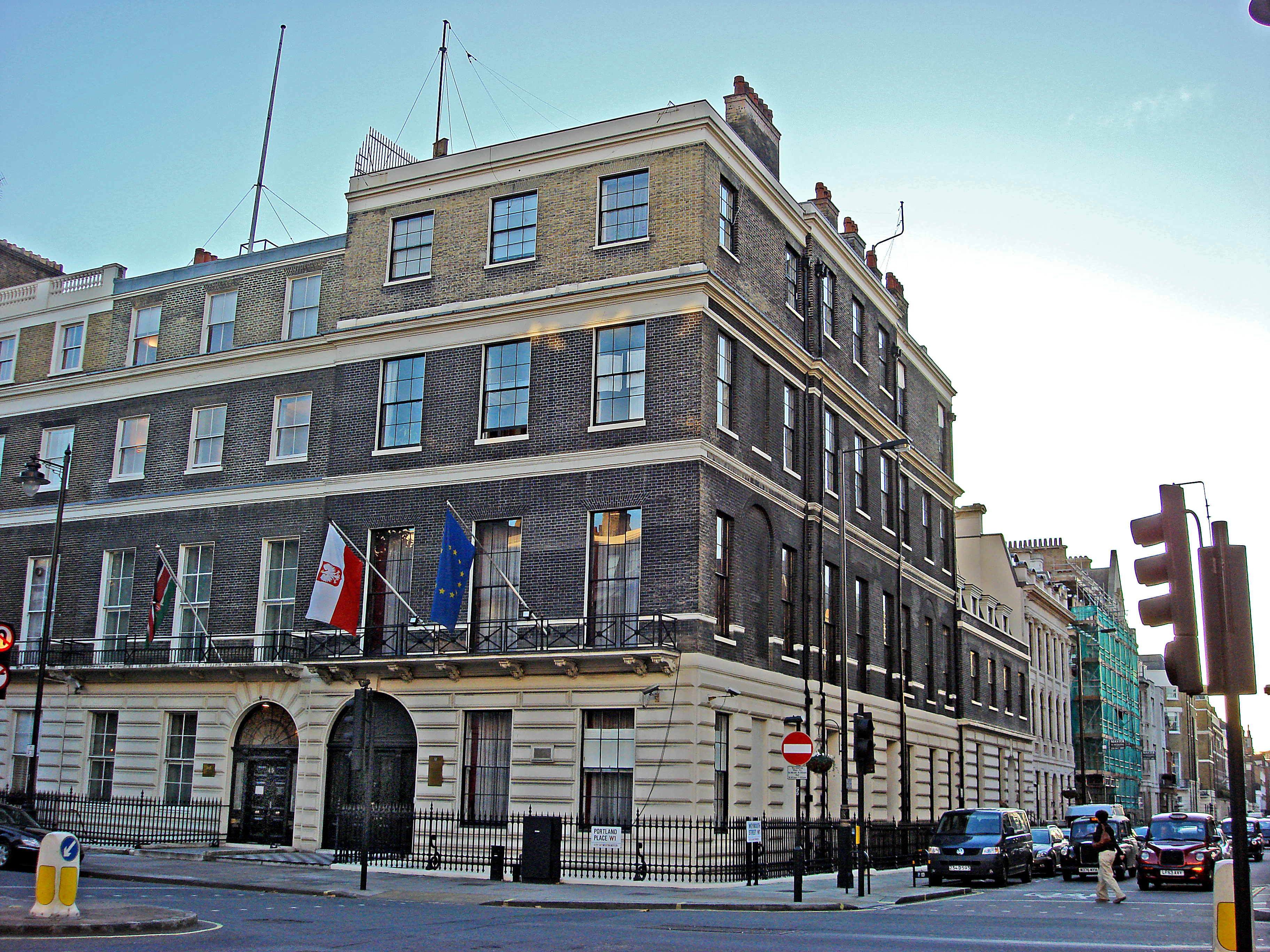
Embaixada da Polônia em Londres

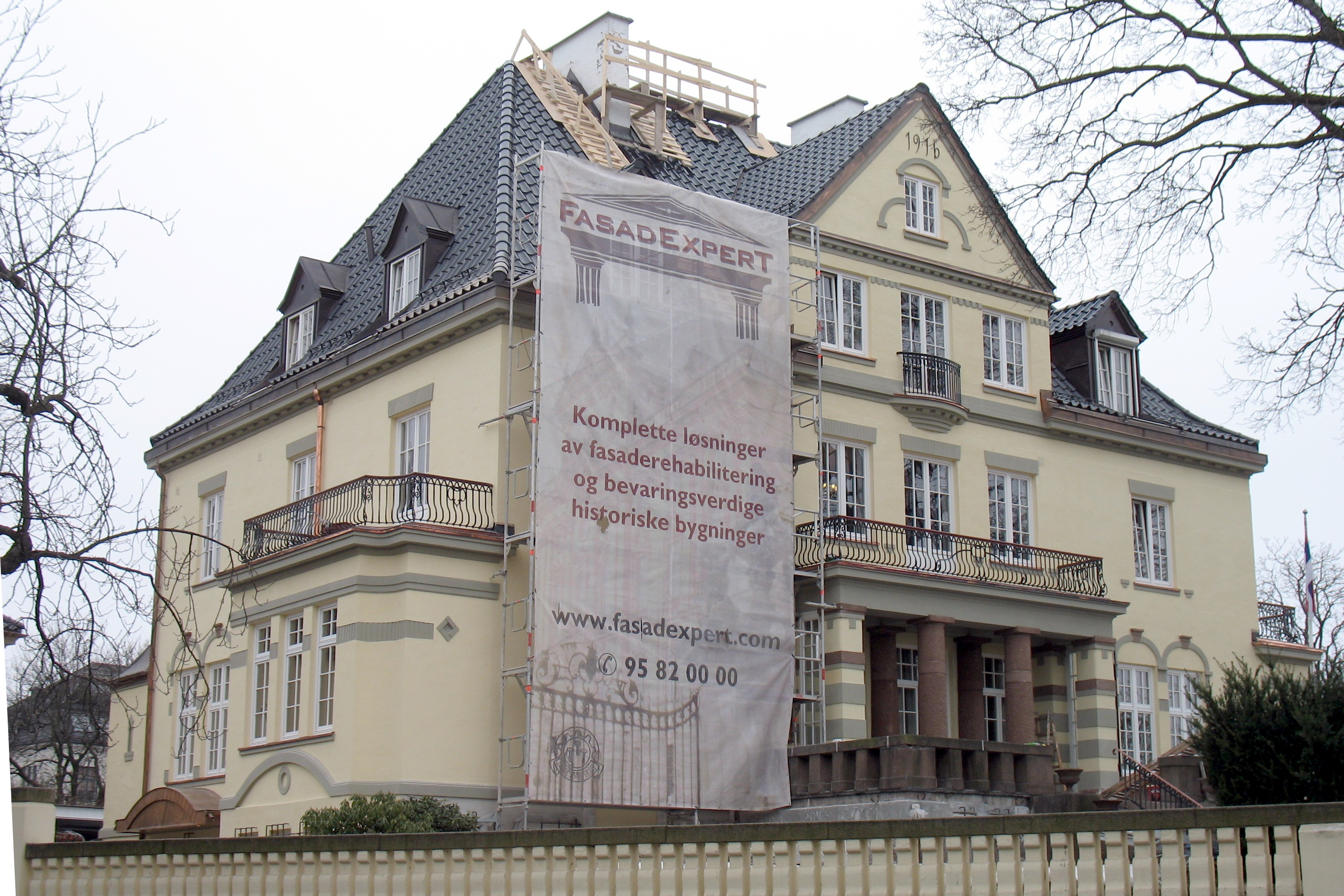
Embaixada da Polônia em Oslo

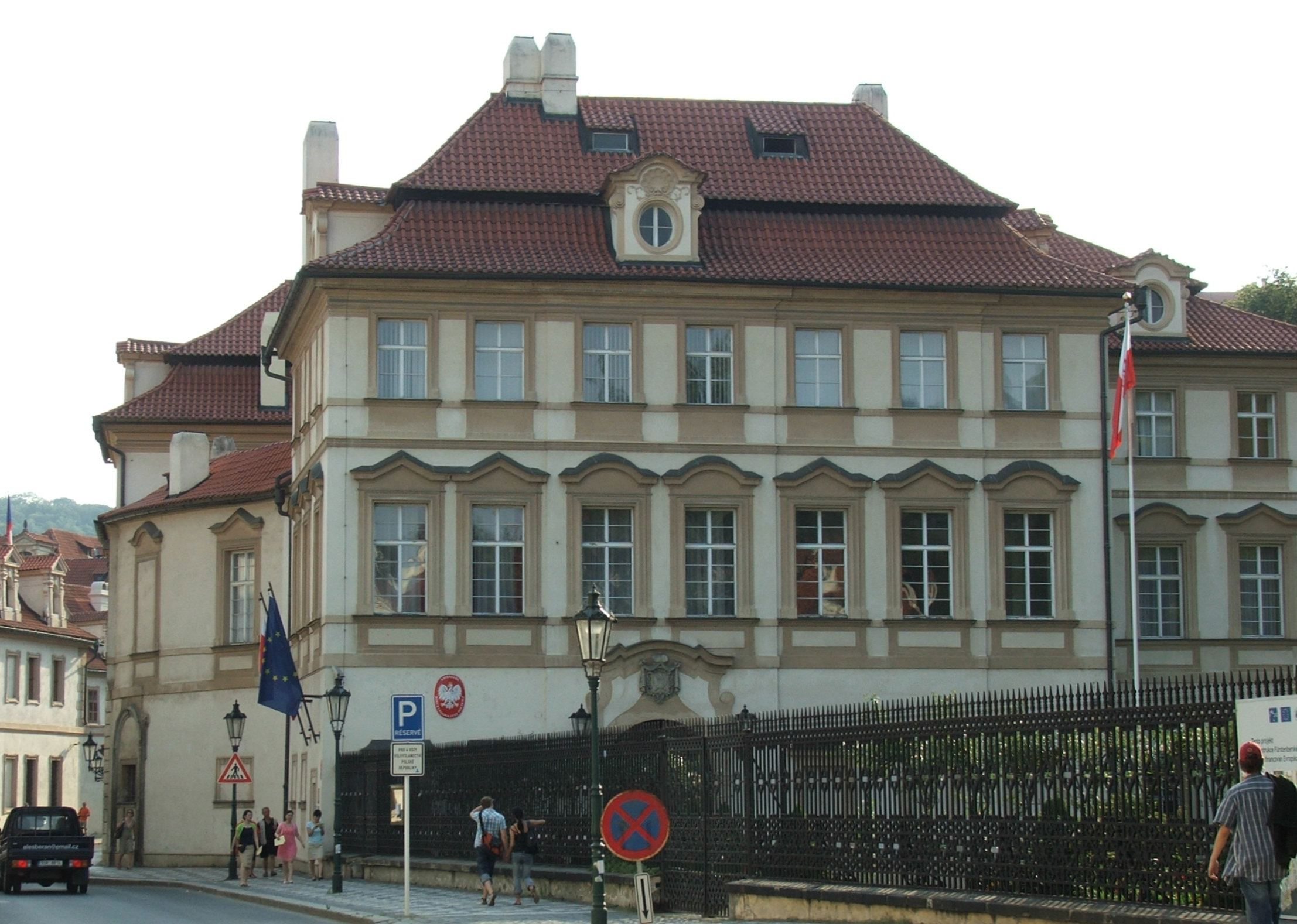
Embaixada da Polônia em Praga

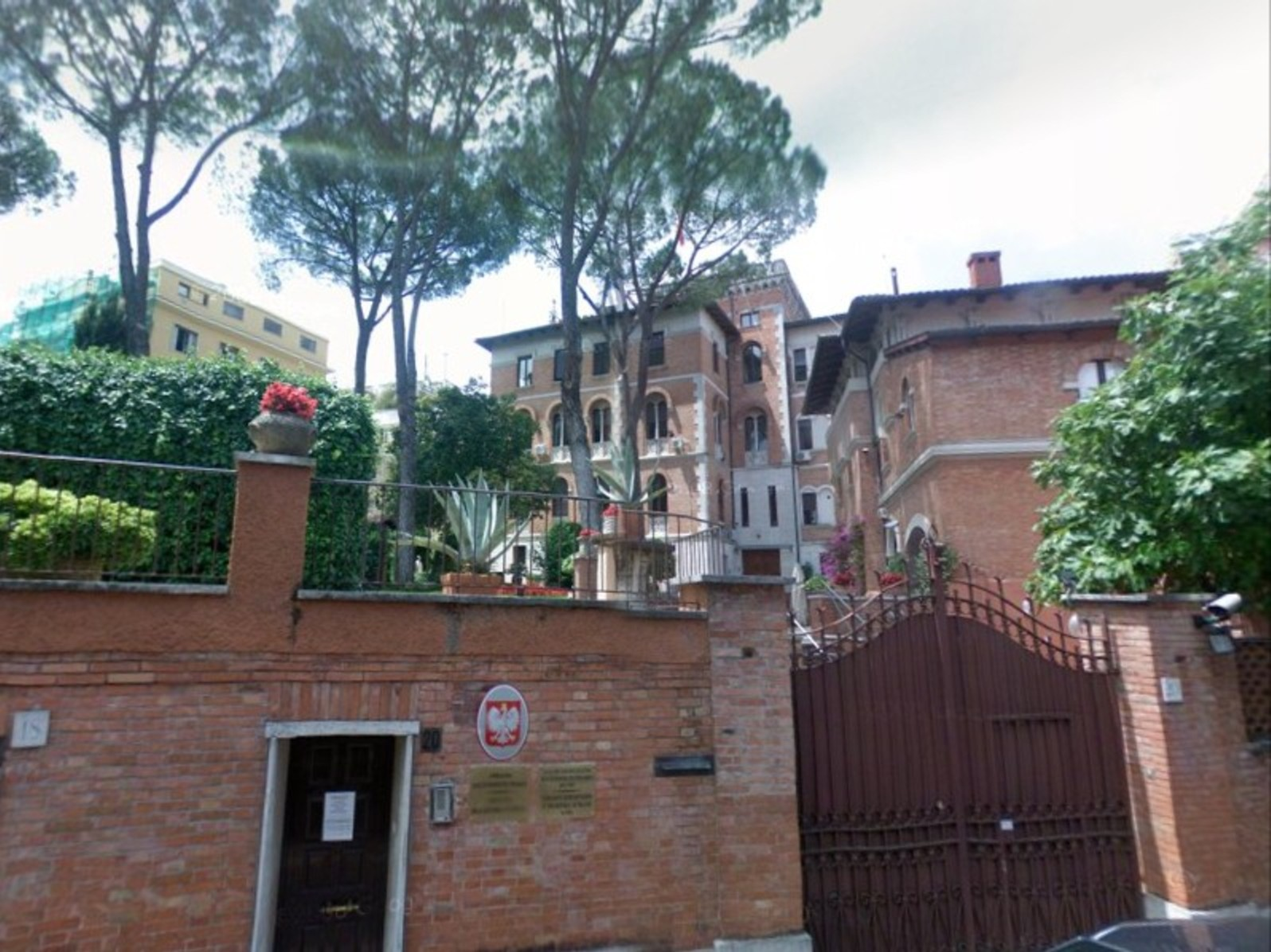
Embaixada da Polônia em Roma

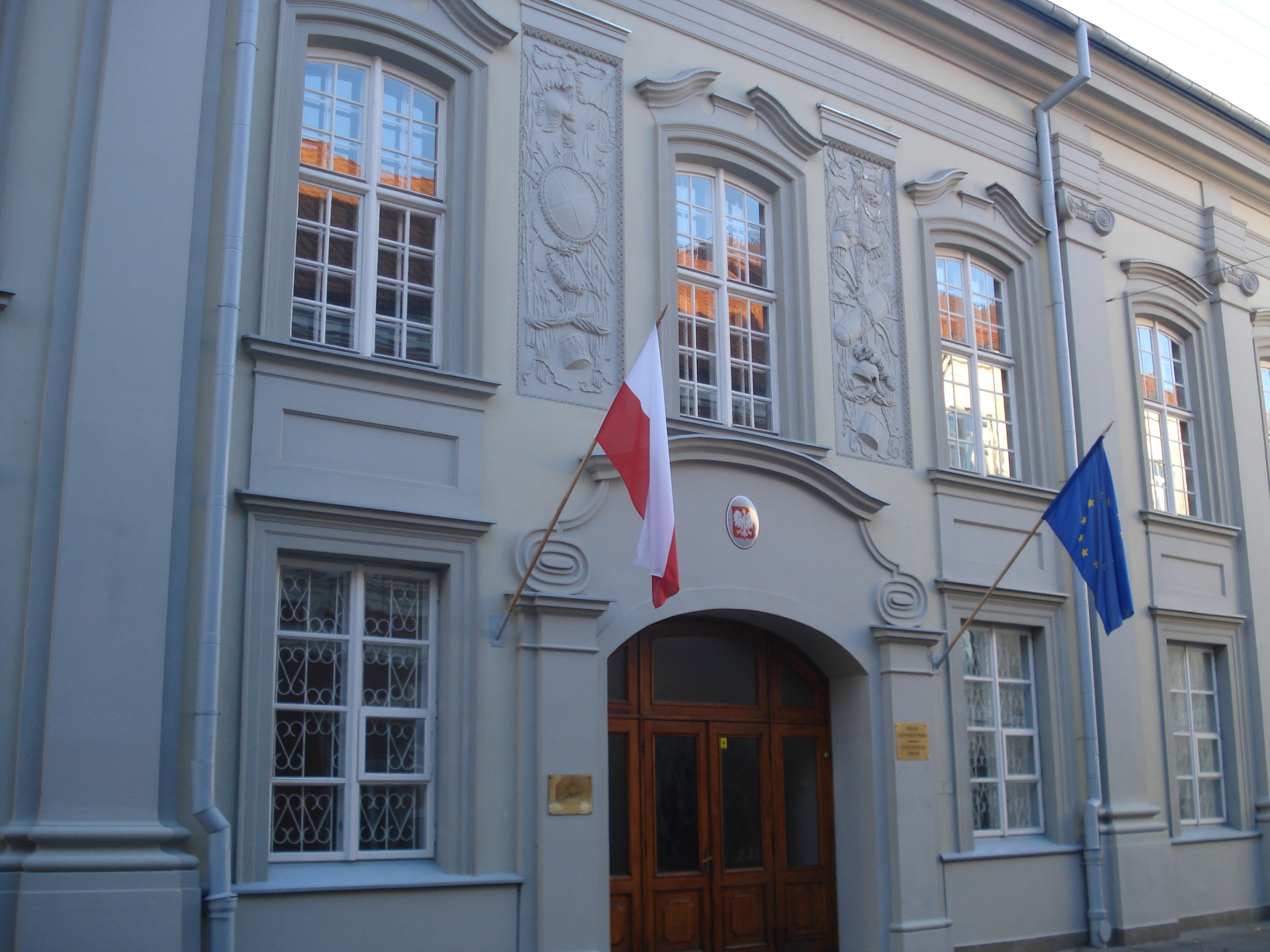
Embaixada da Polônia em Vilnius

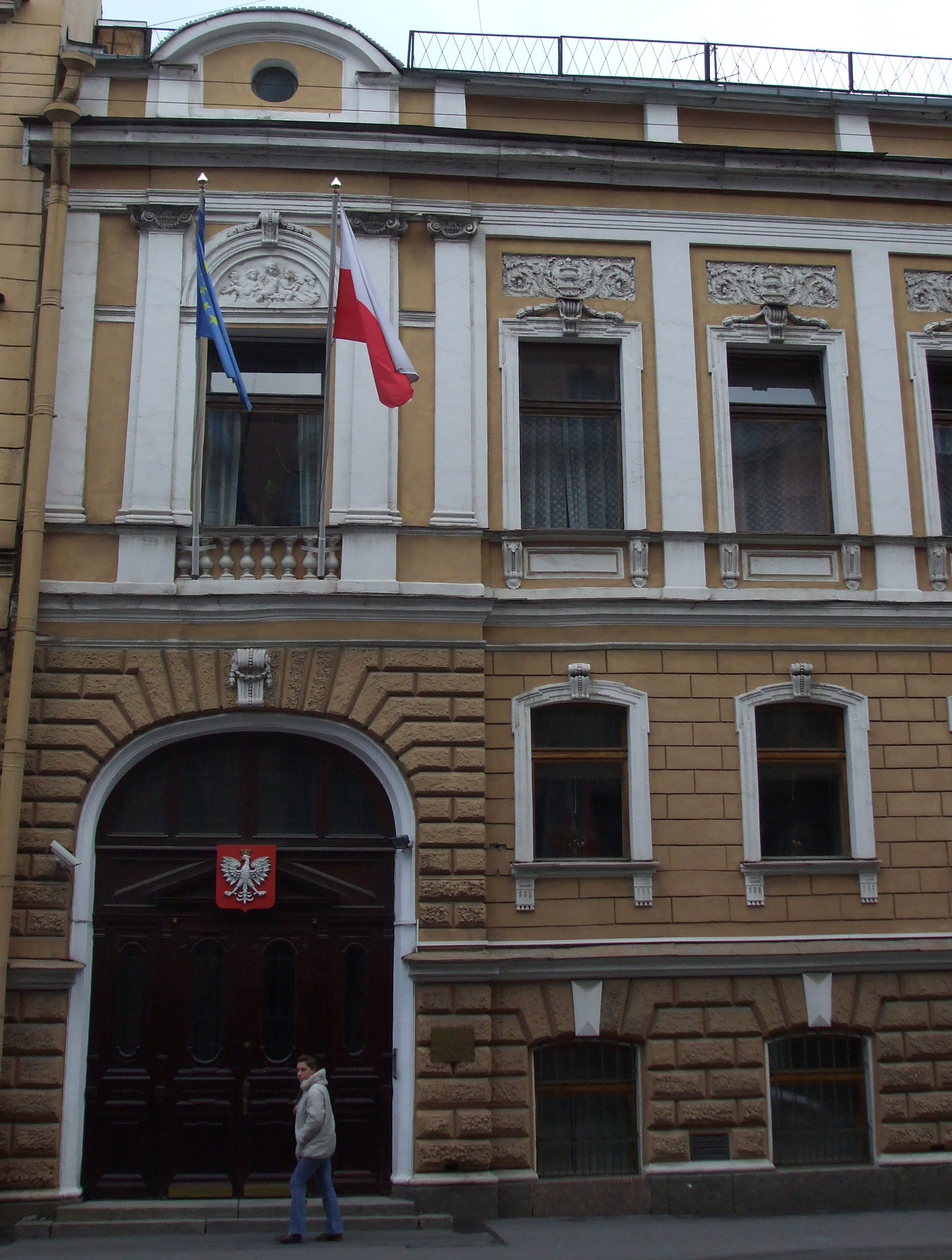
Consulado-Geral da Polônia em São Petersburgo

  - São Petersburgo (Consulado-Geral)
- Santa Sé
  - Roma (Embajada)
- Sérvia
  - Belgrado (Embaixada)
- Suécia
  - Estocolmo (Embaixada)
  - Malmo (Consulado-Geral)
- Suíça 
  - Berna (Embaixada)
- Ucrânia
  - Quieve (Embaixada)
  - Carcóvia (Consulado-Geral)
  - Lviv (Consulado-Geral)
  - Lutsk (Consulado-Geral)
  - Odessa (Consulado-Geral)

## América

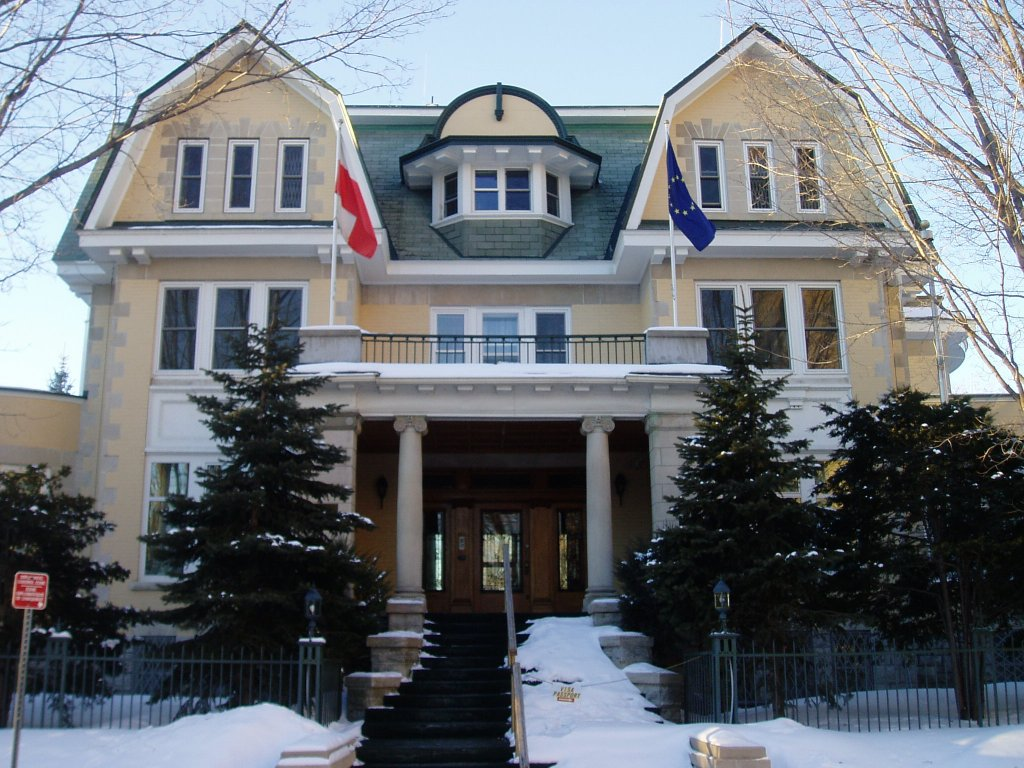
Embaixada da Polônia em Otava

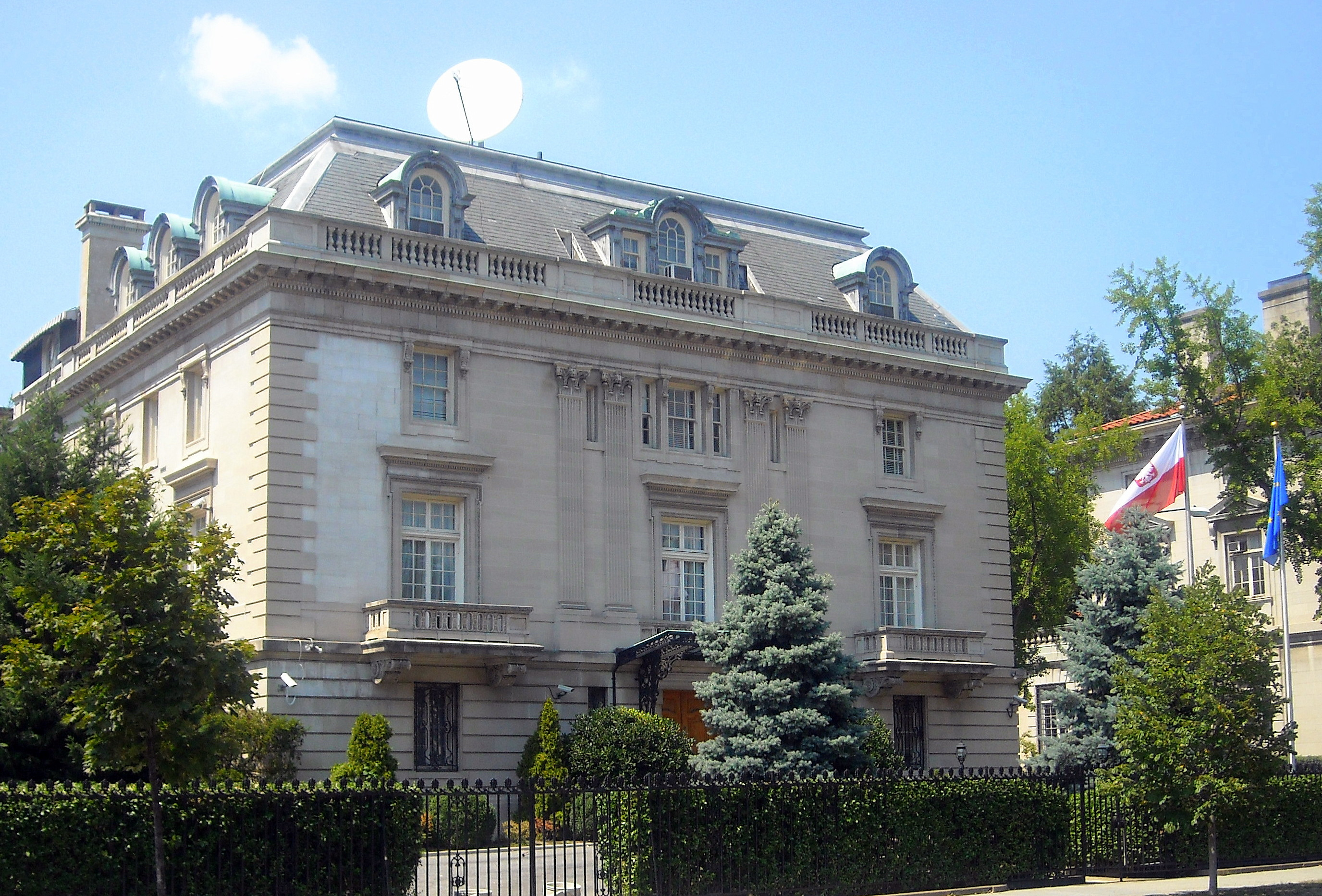
Embaixada da Polônia em Washington, D.C

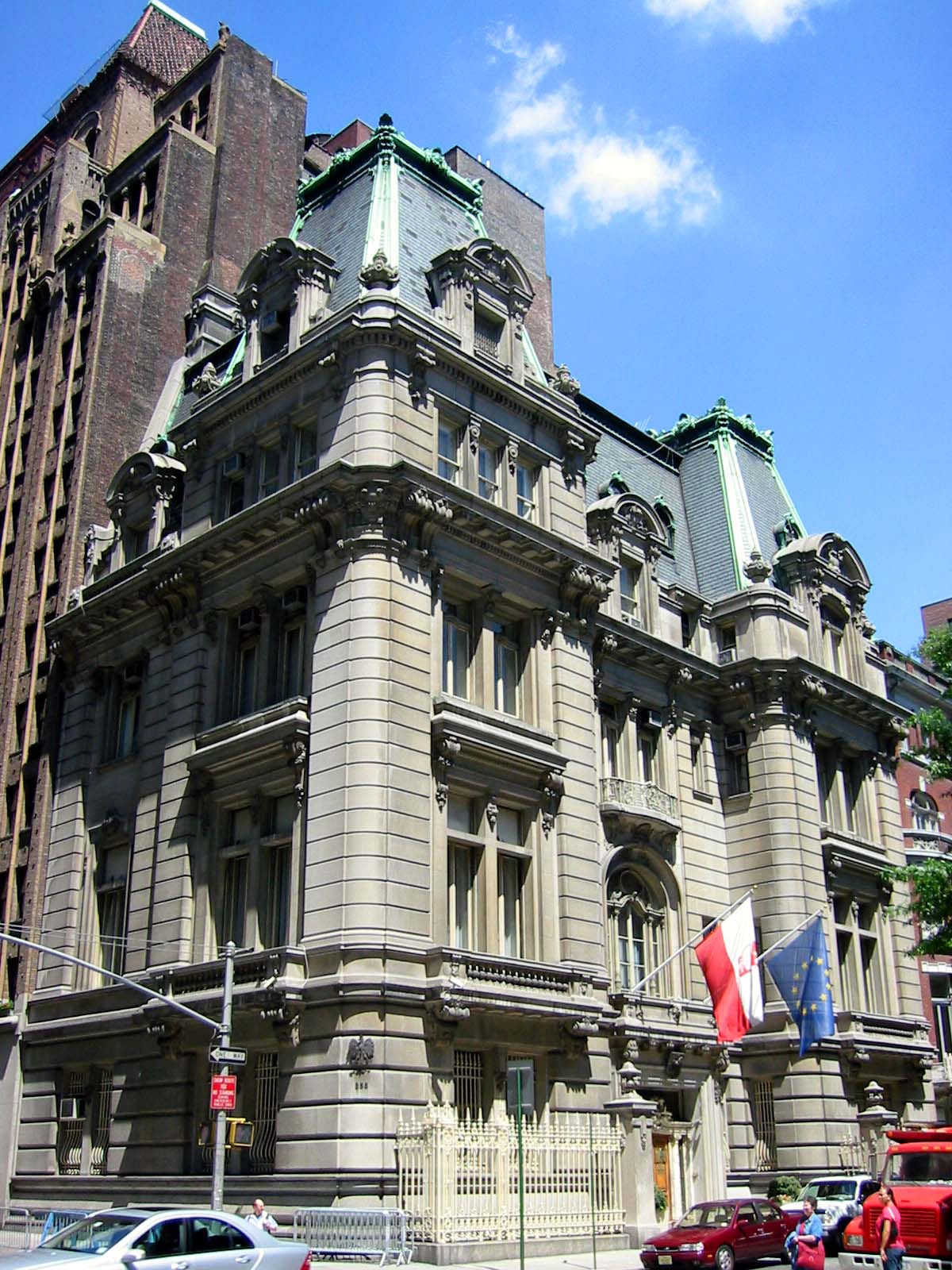
Consulado-Geral da Polônia em Nova Iorque

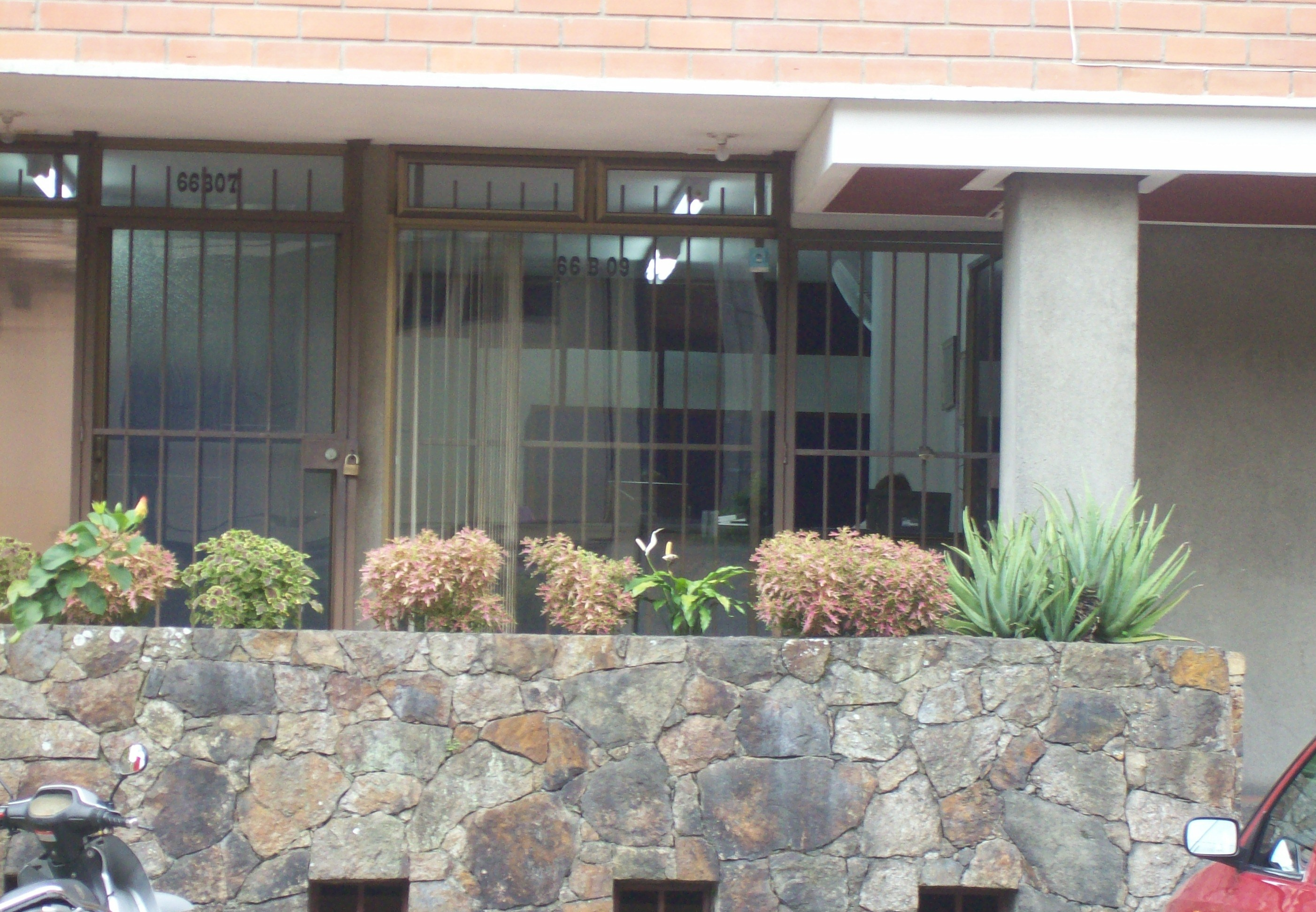
Consulado Honorário da Polônia em Medellín

- Argentina
  - Buenos Aires (Embaixada)
- Brasil
  - Brasília (Embaixada)
  - Curitiba (Consulado-Geral)
  - São Paulo (Consulado-Geral)
- Canadá
  - Otava (Embaixada)
  - Montreal (Consulado-Geral)
  - Toronto (Consulado-Geral)
  - Vancuver (Consulado-Geral)
- Chile
  - Santiago (Embaixada)
- Colômbia
  - Bogotá (Embaixada)
  - Medellín (Consulado Honorário)
- Cuba
  - Havana (Embaixada)
- Estados Unidos
  - Washington, D.C (Embaixada)
  - Chicago (Consulado-Geral)
  - Los Angeles (Consulado-Geral)
  - Nova Iorque (Consulado-Geral)
- México
  - Cidade do México (Embaixada)
- Peru
  - Lima (Embaixada)
- Venezuela
  - Caracas (Embaixada)

## Oriente Médio
- Arábia Saudita
  - Riad (Embaixada)
- Emirados Árabes Unidos
  - Abu Dabi (Embaixada)
- Irão
  - Teerã (Embaixada)
- Iraque
  - Bagdá (Embaixada)
- Israel
  - Telavive (Embaixada)
- Jordânia
  - Amã (Embaixada)
- Kuwait
  - Cuaite (Embaixada)
- Líbano
  - Beirute (Embaixada)
- Palestina

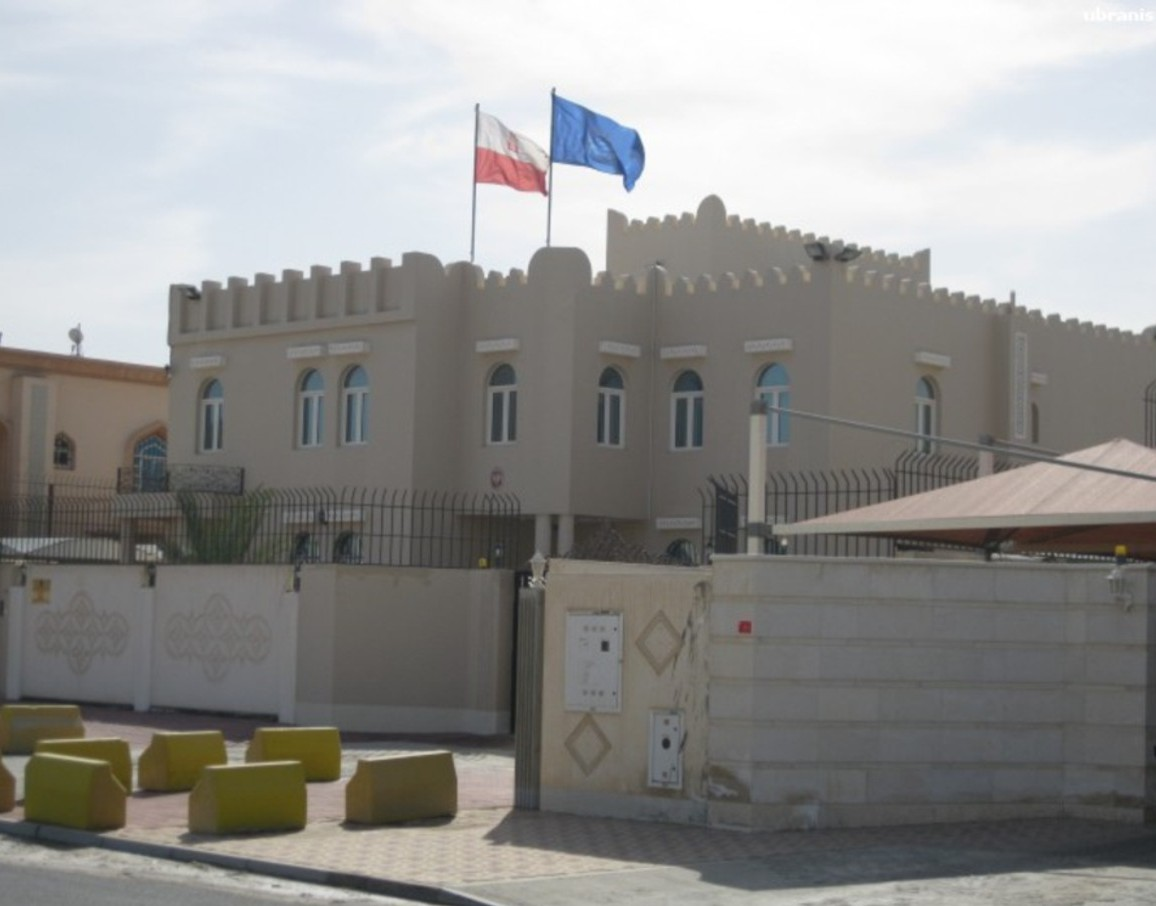
Embaixada da Polônia em Doha

  - Ramala (Escritório de Representação)
- Catar
  - Doa (Embaixada)
- Síria
  - Damasco (Embaixada)
- Turquia
  - Ancara (Embaixada)
  - Istambul (Consulado-Geral)

## África
- África do Sul
  - Pretória (Embaixada)
- Angola
  - Luanda (Embaixada)
- Argélia
  - Argel (Embaixada)
- Egito
  - Cairo (Embaixada)
- Etiópia
  - Adis Abeba (Embaixada)
- Líbia
  - Trípoli (Embaixada)
- Marrocos
  - Rabat (Embaixada)
- Nigéria
  - Abuja (Embaixada)
- Quênia
  - Nairóbi (Embaixada)
- Senegal
  - Dakar (Embaixada)
- Tunísia
  - Tunes (Embaixada)

## Ásia

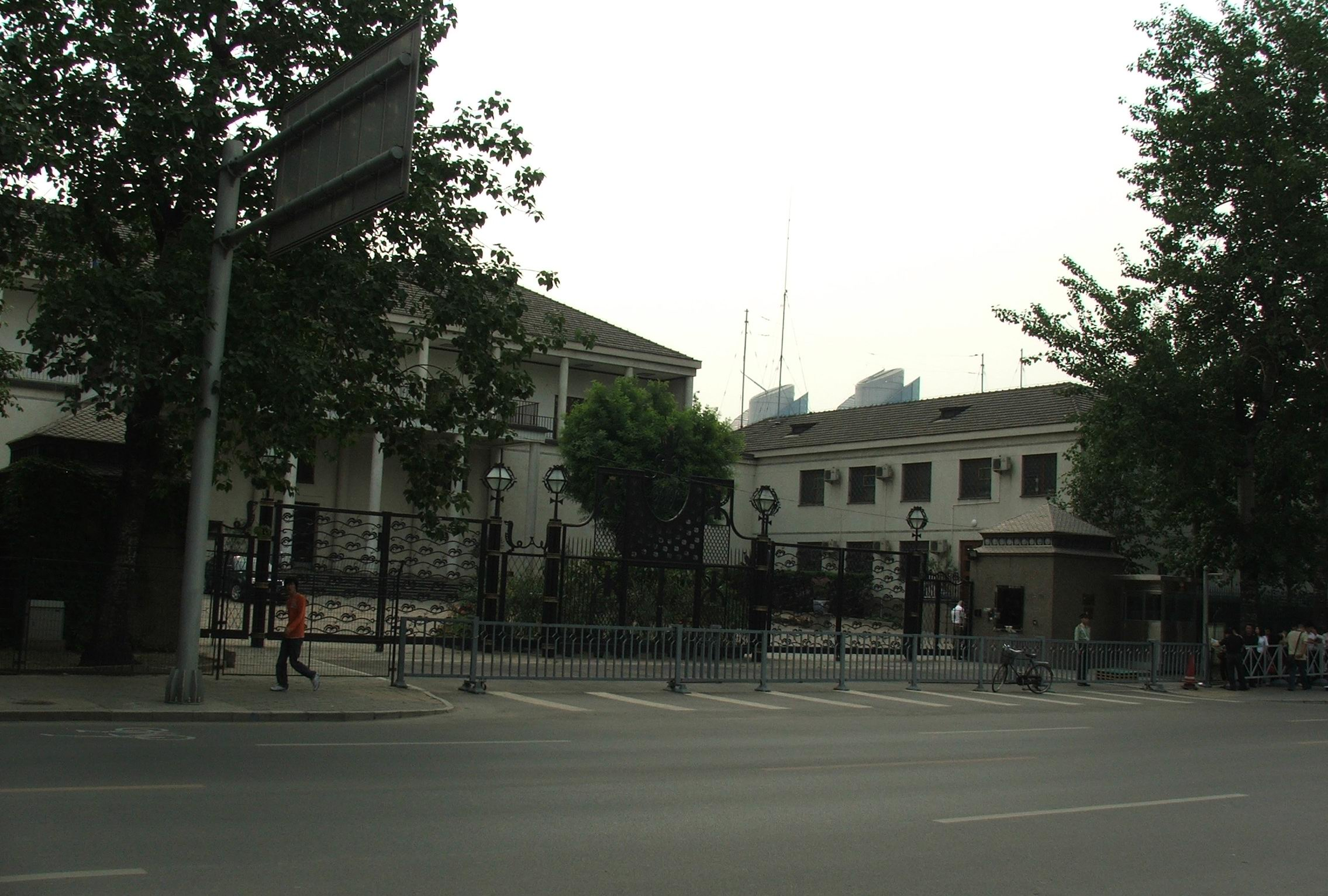
Embaixada da Polônia em Pequim

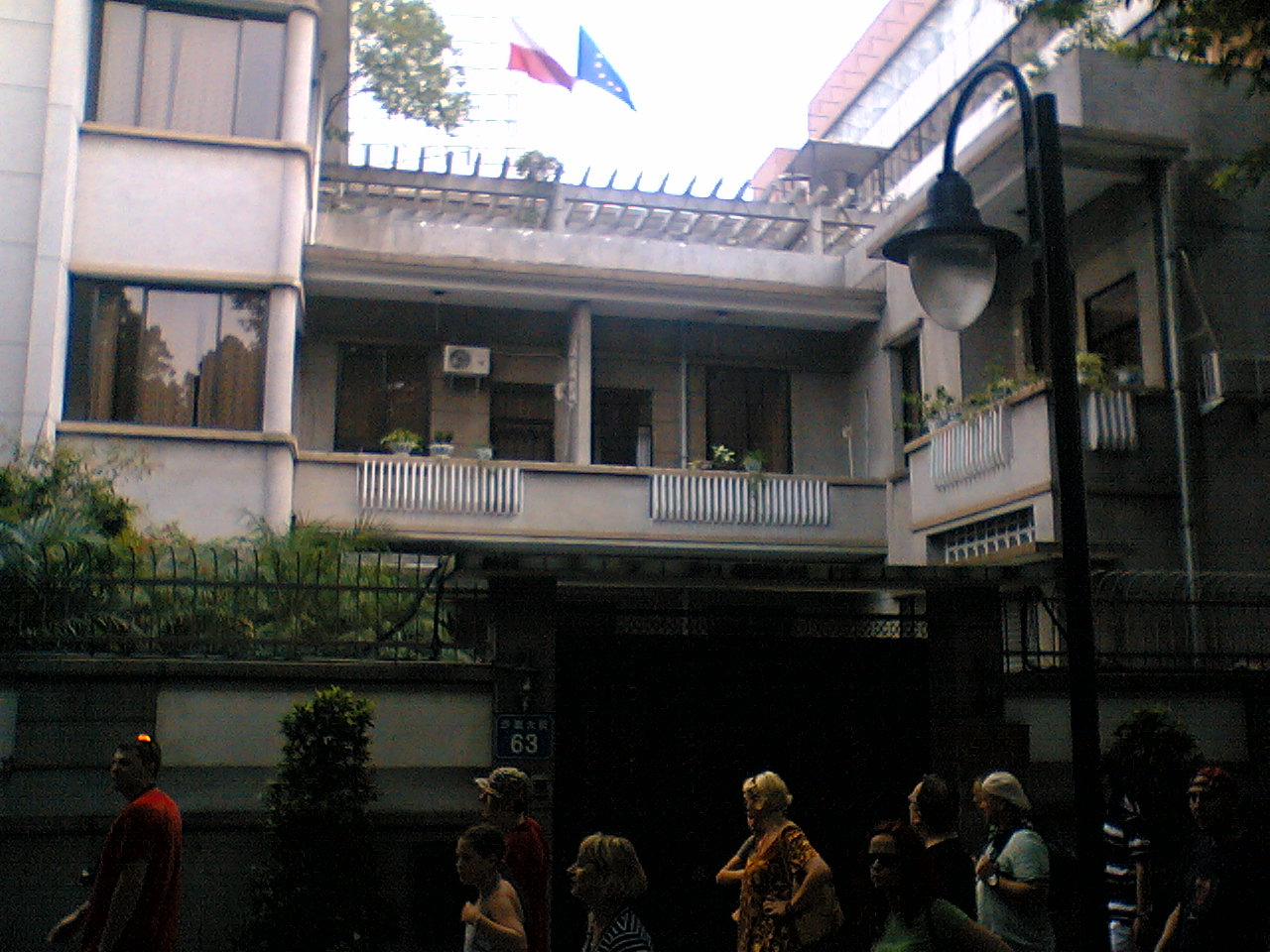
Consulado-Geral da Polônia em Cantão

- Afeganistão
  - Cabul (Embaixada)
- China
  - Pequim (Embaixada)
  - Cantão (Consulado-Geral)
  - Honcongue (Consulado-Geral)
  - Xangai (Consulado-Geral)
- Coreia do Norte
  - Pionguiangue (Embaixada)
- Coreia do Sul
  - Seul (Embaixada)
- Índia
  - Nova Deli (Embaixada)
  - Bombaim (Consulado-Geral)
- Indonésia
  - Jacarta (Embaixada)
- Japão
  - Tóquio (Embaixada)
- Cazaquistão
  - Astana (Embaixada)
  - Almati (Consulado-Geral)
- Malásia
  - Kuala Lumpur (Embaixada)
- Paquistão
  - Islamabade (Embaixada)
- Singapura
  - Singapura (Embaixada)
- Tailândia
  - Bancoque (Embaixada)
- Taiwan
  - Taipei (Escritório de Comércio)
- Turquemenistão
  - Asgabate (Embaixada)
- Uzbequistão
  - Tasquente (Embaixada)
- Vietname
  - Hanói (Embixjada)

## Oceania

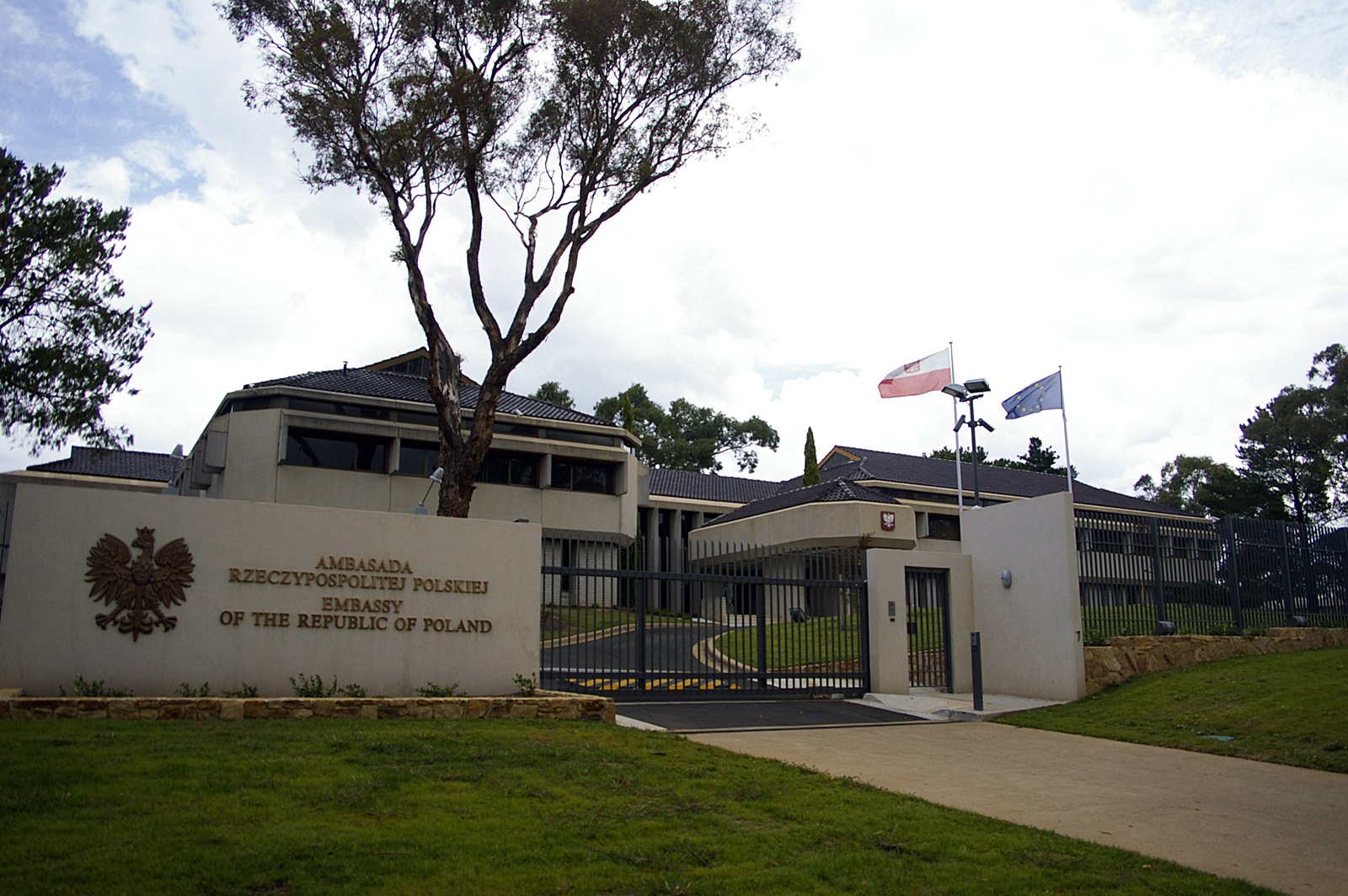
Embaixada da Polônia em Camberra

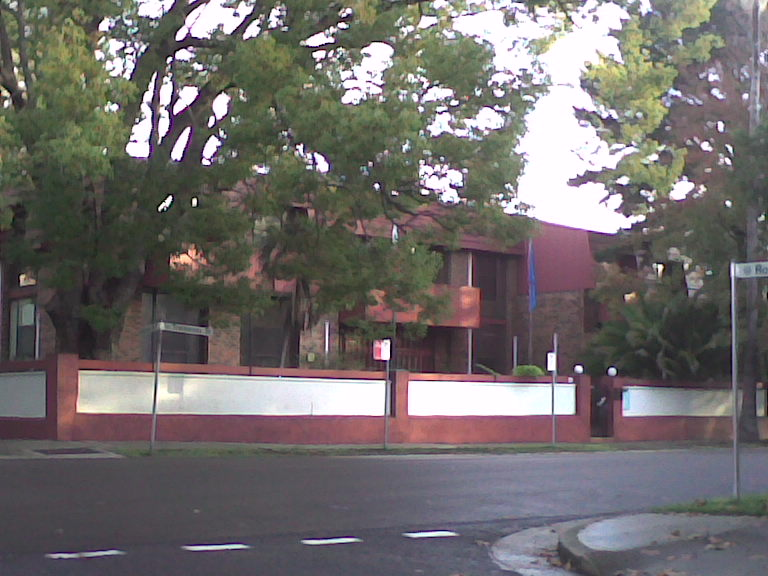
Consulado-Geral da Polônia em Sydney

- Austrália
  - Camberra (Embaixada)
  - Sydney (Consulado-Geral)
- Nova Zelândia
  - Wellington (Embaixada)

## Organizações Multilaterais

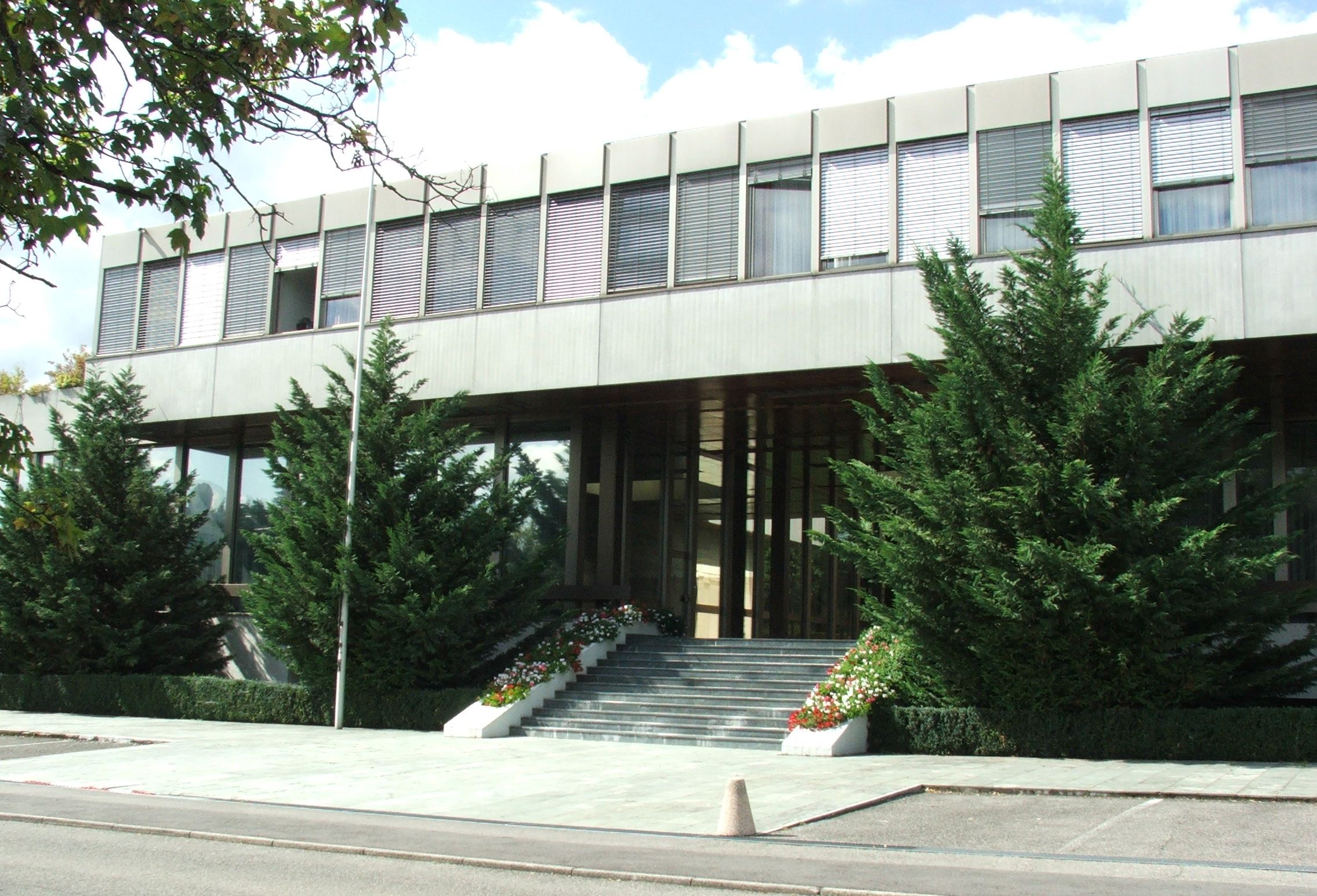
Missão Permanente do país ante a ONU em Genebra

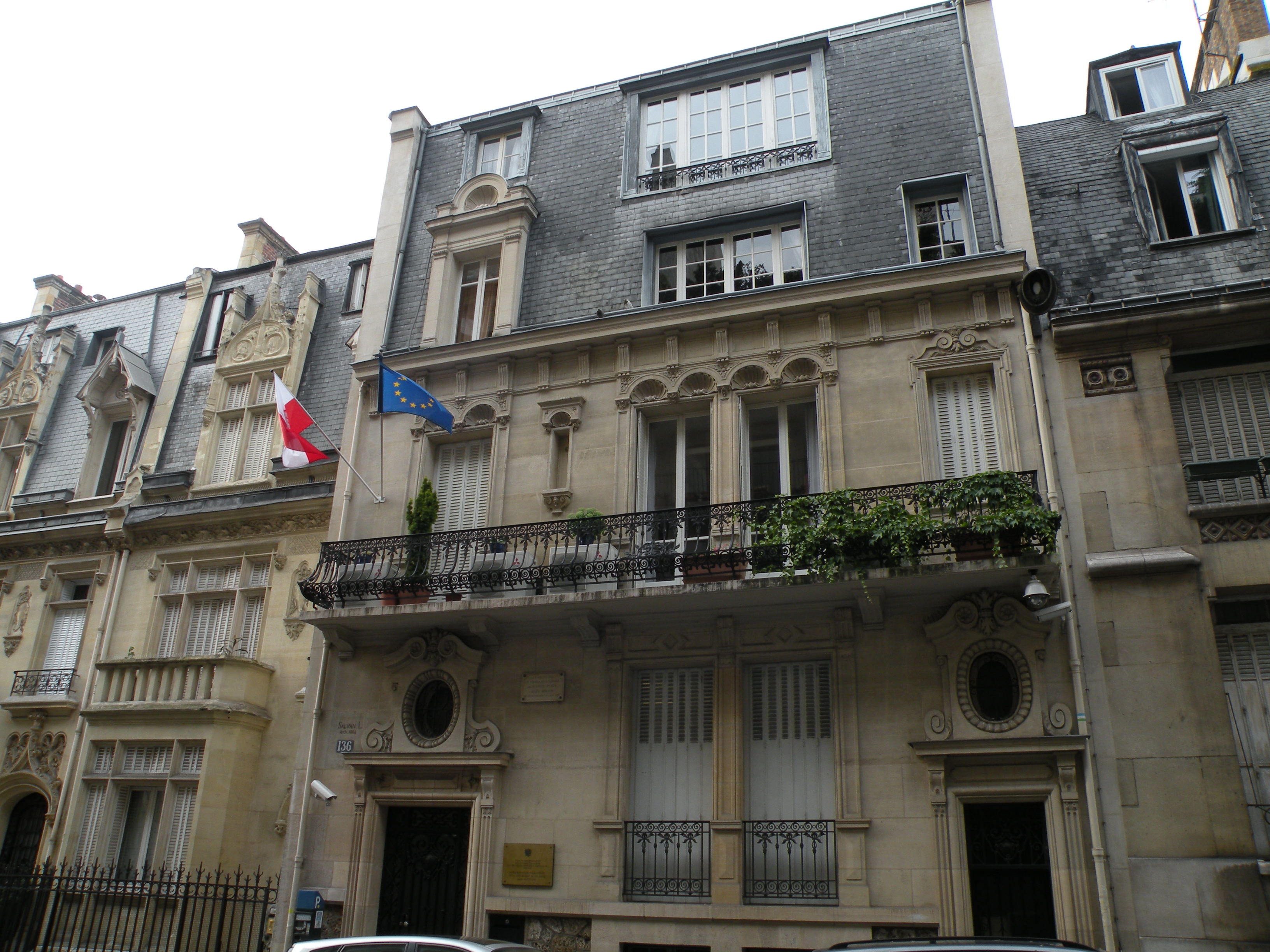
Missão Permanente do país ante a OCDE em Paris

- - Bruxelas (Missão Permanente do país ante a União Europeia e OTAN)
  - Genebra (Missão Permanente do país ante as Nações Unidas e outras organizações internacionais)
  - Estrasburgo (Missão Permanente do país ante o Conselho da Europa)
  - Nairóbi (Missão Permanente do país ante as Nações Unidas e outras organizações internacionais)
  - Nova Iorque (Missão Permanente do país ante as Nações Unidas)
  - Paris (Missão Permanente do país ante a OCDE e Unesco)
  - Roma (Missão Permanente do país ante a Organização das Nações Unidas para Agricultura e Alimentação)
  - Viena (Missão Permanente do país ante as Nações Unidas)